# Johann Georg Gödelmann
Johann Georg Gödelmann (Tuttlingen, 15 maggio 1559 – Dresda, 20 marzo 1611) è stato un giurista, diplomatico e scrittore tedesco.

## Biografia
Si iscrisse il 18 settembre 1572 presso l'Università di Tubinga, dove ha acquisito il 31 Marzo 1574 il titolo accademico di laurea e il 16 febbraio 1576 il magister. Successivamente si iscrisse alla facoltà di legge nel mese di novembre 1578 presso l'Università di Wittenberg, dove fu allievo di Joachim von Beust e Matthias Wesenbeck.
Nel giugno 1579 continuò i suoi studi presso l'Università di Rostock e nel luglio 1580 si trasferì presso l'Università di Basilea. Conseguì il dottorato di legge il 1º settembre 1580 e nel 1583 ricevette una cattedra presso l'Accademia di Rostock. Come teorico della stregoneria, la sua opera fu influenzata da Hermann Wilken.
Nel 1592 fu Consigliere di Cristiano II di Sassonia e ambasciatore della corte dell'imperatore Rodolfo II.

## Opere principali
- Disputatio de magis, veneficis, maleficis et lamiis, praeside Ioanne Georgio Godelmanno … respondente Marco Burmeistero … habita Rostochii XXVI. Febr. anni LXXXIIII. in collegio fratrum, Frankfurt am Main 1584, deutsch [tendenzielle Übersetzung] Frankfurt 1591
- De lites contestatione, Rostock 1578
- Prolegomena lectonium in Ciceronis libros de legibus, Rostock 1583
- Oratio de legum Romanorum dignitate adversus eos, qui, vel ob legum multitudinem, vel varias jurisconsultorum opiniones, a studio juris abhorrent, Rostock 1583
- De jure patronatus, Rostock 1585
- De studiis privatis in jure recte institudendis, Rostock 1588
- De Magis, Veneficis Et Lamiis, Recte Cognoscendis & Puniendis, Libri Tres, His accessit ad Magistratum Clarissimi et Celeberrimi I.C.D. Iohannis Althusij Admonitio, Bd. 1, Bd. 2 und Bd. 3, Frankfurt 1591; deutsche Übersetzung
- Von Zäuberern/ Hexen und Unholden/ Warhafftiger und Wolgegründter Bericht Herrn Georgii Gödelmanni/ beyder Rechten Doctorn und Professorn in der Hohen Schul zu Rostoch/ wie dieselbigen zuerkennen und zustraffen: Allen Beampten zu unsern zeiten/ von wegen vieler ungleicher und streitigen Meynung/ sehr nützlich unnd nothwendig zuwissen / Jetzund aber allen liebhabern/ mit vorwissen deß Authoris … auffs fleissigste verteutschet/ mit einem sonderlichen Rathschlag und Bedencken gemehret/ alles durch M. Georgium Nigrinum […]. Frankfurt/Main 1592